# Charles Picqué (minister)
Charles Picqué (Etterbeek, 1 november 1948) is een voormalig Belgisch politicus voor de Franstalige socialistische PS.

## Levensloop
Picqué behaalde in 1973 het diploma van licentiaat in de Toegepaste Economische Wetenschappen aan het Institut d'administration et de gestion de l'Université catholique de Louvain (UCL). Na zijn studies ging hij als ambtenaar aan de slag op het ministerie van Economische Zaken, waar hij zich boog over de oliesector, waarna hij zijn militaire dienstplicht vervulde. Nadien werd hij in 1976 secretaris-generaal van de organisatie die de feestelijkheden organiseerde voor de 25-jarige regeringsjubileum van koning Boudewijn en was hij als zelfstandige betrokken bij de organisatie van de campagne Fleurir Bruxelles van de toeristische dienst van de stad Brussel en diverse tentoonstellingen. Ten slotte was hij van 1977 tot 1987 hoofdadviseur van de pas opgerichte Koning Boudewijnstichting, waar hij zich voornamelijk bezighield met materies inzake stedenbouw.
Hij sloot zich in 1970 aan bij de PS en begon zijn politieke loopbaan in de gemeente Sint-Gillis. In oktober 1982 werd hij er voor het eerst verkozen tot gemeenteraadslid en van 1983 tot 1985 was hij schepen van Stedenbouw. Nadien was Picqué van 1985 tot halverwege 2022 burgemeester van Sint-Gillis. Van 1985 tot 1987 was hij tevens provincieraadslid van de provincie Brabant.
Hij nam ontslag als provincieraadslid toen hij bij de verkiezingen van 1987 verkozen werd in de Kamer van volksvertegenwoordigers, waar hij bleef zetelen tot in 1990. Van 1999 tot 2000 en van 2003 tot 2004 was hij opnieuw lid van de Kamer. Van 1989 tot 1999 was hij lid van het Brussels Hoofdstedelijk Parlement, wat hij in 2004 opnieuw werd, en in 1995 was hij voor korte tijd lid van het Parlement van de Franse Gemeenschap
Toen het Brussels Hoofdstedelijk Gewest in 1989 werd opgericht, stond Picqué als minister-president aan het hoofd van dit gewest tot in 1999. Van 1989 tot 1995 was hij tevens belast met Ruimtelijke Ordening, Plaatselijke Besturen, Tewerkstelling en Stadsvernieuwing en van 1995 tot 1999 met Plaatselijke Besturen, Tewerkstelling en Monumenten en Landschappen. Van juli 2004 tot mei 2013 bekleedde hij deze functie opnieuw en werd eveneens belast met Plaatselijke Besturen, Ruimtelijke Ordening, Monumenten en Landschappen, Stadsvernieuwing, Huisvesting, Openbare Netheid en Buitenlandse Handel.
Van 1988 tot 1989 was Picqué eveneens minister van Sociale Zaken en Volksgezondheid in de Franse Gemeenschapsregering en van 1995 tot 1999 was hij in de Franse Gemeenschapsregering minister van Cultuur. In januari 2004 werd hij benoemd tot minister van Staat.
In 1999 werd hij commissaris van de federale regering belast met Grootstedenbeleid, een bevoegdheid waarover hij zich ontfermde naast zijn andere bevoegdheden als minister van Economie en Wetenschappelijk Onderzoek in dezelfde federale regering, die hij uitoefende van 2000 tot 2003. In dit kader ontwierp hij de steunprogramma's voor de Belgische grote steden die te kampen hebben met specifieke problemen.
In mei 2013 nam hij ontslag als minister-president om plaats te maken voor partijgenoot Rudi Vervoort. Na zijn ontslag nam hij zijn mandaat als burgemeester en het lidmaatschap van het Brussels Hoofdstedelijk Parlement weer op. In 2014 werd hij herkozen in dit parlement en van juni 2014 tot mei 2019 was hij de voorzitter van het Brussels Hoofdstedelijk Parlement. Bij de verkiezingen van mei 2019 was hij geen kandidaat meer.
Picqué heeft een passie voor stedelijke, en vooral Brusselse problemen, en heeft zich vooral toegelegd op de oprichting en de verdediging van Brussel als gewest binnen de Belgische federale staat. Zijn werk aan het hoofd van het Brussels Hoofdstedelijk Gewest werd gekenmerkt door sterke impulsen aan de stadsvernieuwing en de sociale samenhang, vooral in gemeenten en wijken in moeilijkheden in het stadscentrum en de stadsrand in het Brussels gewest.
In 2007 zette Picqué een nieuw en groot initiatief op poten, namelijk het Plan voor de Internationale Ontwikkeling van Brussel - of PIO - dat in de loop van het volgende decennium de mogelijkheid zou moeten bieden tien grote sites in de stad in te richten of uit te rusten om zo de rol van Brussel als hoofdstad van Europa en Europese grootstad met een internationale dimensie te versterken. Deze grootschalige stadsontwikkeling werd evenwel ook regelmatig op de korrel genomen door politici uit de oppositie, door vorsers van de Université Libre de Bruxelles en door verschillende wijkcomités.
In het kader van de institutionele hervormingen die de regering-Di Rupo op de agenda plaatste, wou Picqué het statuut van Brussel als volwaardig gewest verdedigen en de aandacht vestigen op het fundamentele belang van de economische rol van Brussel voor België en de twee andere gewesten van het land, alsook de rol van Brussel als enig tweetalig gewest en zodoende de schakel tussen de twee grote - Franse en Vlaamse - gemeenschappen van België. De laatste jaren van zijn mandaat legde hij echter ook meer en meer de klemtoon op een Franstalige oplossing als staatkundig alternatief voor het Brussels gewest. Zo publiceerde hij in april 2008, tezamen met de Waalse minister-president Rudy Demotte (PS) een pleidooi voor een Waals-Brusselse federatie. Op 10 september 2010 publiceerde het Franstalige magazine Le Vif/L'Express een interview waarin hij een "plan B" onthult waarbij Franstalige experten een manier zouden zoeken om een eventueel "Vlaams veto" te omzeilen bij het creëren van die Waals-Brusselse federatie.
In september 2022 nam hij afscheid van zijn rol als burgemeester en beëindigde hij zijn politieke carrière. Hij werd opgevolgd door Jean Spinette. Kort nadien nam Picqué ook ontslag als gemeenteraadslid van Sint-Gillis.